# Frazetta: Painting with Fire
Frazetta: Painting with Fire è un documentario del 2003 diretto da Lance Laspina e basato sulla vita del disegnatore statunitense Frank Frazetta.

## Riconoscimenti
- 2003 - WorldFest Houston
  - Premio d'Oro - Produzione Filmica & Video - Biografia o Autobiografia (Lance Laspina)